# 水銀燈
- 關於動漫人物，請見「薔薇少女」。

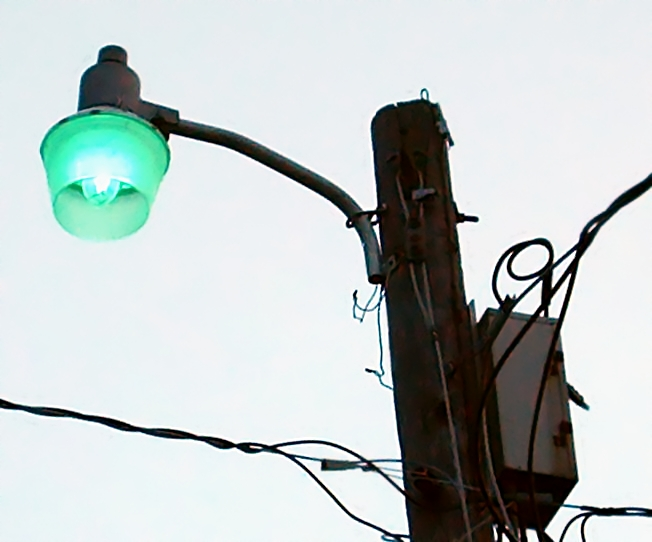
使用175瓦水银灯泡的路灯点亮15秒时的效果

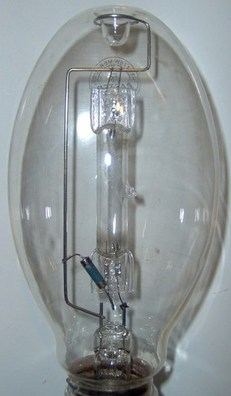
175瓦水银灯泡

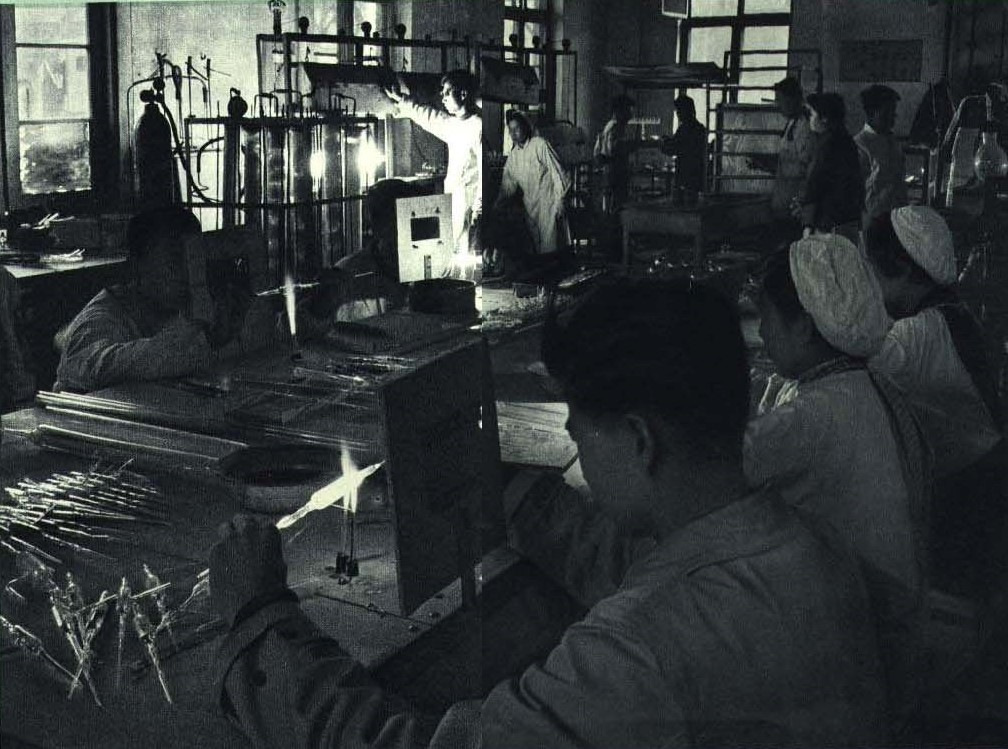
1965年北京灯泡厂正在制造高压水银灯泡

水银灯亦称汞灯，是一種內部含有汞蒸氣的电光源，以氣體放電的方式產生亮光。
灯管用耐热玻璃制成，两端装有电极；制造时抽去空气，充入水银和少量氩气，所以又稱汞氩灯；通电后水银蒸发，受电子激发而发光。
水银灯光效高、寿命长、省电、耐震，但对电压波动敏感，电压突然降落5%会造成中途熄灭，待降温后会重新启动。

## 種類
目前水銀燈有「低壓」、「高壓」和「超高壓」三種類型。高压水银灯发光效率高，使用寿命长，且紫外光多、红光少，可用作晒图机的光源；管壁涂荧光物质后产生白光，即高压水银荧光灯，常見於街燈，用作广场和街道的照明。低压水银灯发出强紫外光，可用作杀菌消毒；涂以荧光材料后，即日光灯。超高压水银灯是一种点光源，用于光学仪器。